# 天使のように生きてみたい
『天使のように生きてみたい』（てんしのようにいきてみたい）は、TBS系列で1992年7月3日から9月25日まで放送されたテレビドラマ。

## 概要
開院したばかりの病院を舞台に、病院で働く医療ソーシャルワーカー (MSW) を扱った物語である。新米医療ソーシャルワーカーたちが先輩らから様々なことを教わり、患者たちと触れ合って、一人前に成長していく姿を笑いと涙を交えながら描く。

## キャスト
- 山田大夫：石黒賢
病院の経営コンサルタント。MSW推進派としてみんなの仕事を後押しする。
- 薬師桜子：田中美奈子　
新米MSW。失敗も多いが、心の優しい熱血娘。楽な仕事と思い軽い気持ちでMSWになったが、仲良しの男の子の病気をきっかけに本気で仕事に目覚める。
- 山田小梅：中嶋朋子
大夫の妹で、桜子の1年先輩のMSW。病弱ではあるが、この仕事に賭けている。
- 牧村亮：西村和彦　
研修医。先輩に叱られては落ち込んでいる所をいつも小梅に励まされている。
- 五十嵐剛：内藤剛志　
内科医。ソーシャルワーカーたちにとっての理解者。舞子との間に何やら関係がある。
- 榊玲子：原日出子
- 堀江和美：角替和枝
- 五十嵐舞：磯野貴理子
- 土屋：山村美智子
- 佐久間弥生：吉行和子
- 森脇：山下真司
- 高原舞子：高木美保　
看護婦経験のあるソーシャルワーカー。ある暗い過去を持つ。
- 久我山俊朗：伊東四朗
- ：MIE

（出典：）

## テーマ曲
- オープニング「SEASON」田中美奈子
- 挿入歌「朝まで踊ろう」Mi-Ke
- エンディング「19番のタンゴ」J.A.M. Cream

## スタッフ
- 企画：高橋勝
- 脚本：佐伯俊道、野依美幸、奈良一弘
- 音楽：小宮氷十三
- プロデュース：力武敏彦、南條記良、浜井誠
- 監督：瀬川昌治、鈴木一平、皆川智之、寺島智和
- 制作：CUC、TBS

## 放送日程
| 放送回 | 放送日        | サブタイトル | 脚本               | 監督     |
| ------ | ------------- | ------------ | ------------------ | -------- |
| 第1回  | 1992年7月3日  | 天使の誘惑   | 佐伯俊道           | 瀬川昌治 |
| 第2回  | 1992年7月10日 | 星に祈りを   | 佐伯俊道           | 瀬川昌治 |
| 第3回  | 1992年7月17日 | 哀しき看護   | 佐伯俊道、野依美幸 | 鈴木一平 |
| 第4回  | 1992年7月24日 | 過労死への道 | 佐伯俊道、奈良一弘 | 瀬川昌治 |
| 第5回  | 1992年7月31日 | 血染めの花嫁 | 佐伯俊道           | 瀬川昌治 |
| 第6回  | 1992年8月7日  | 涙の辞職願   | 佐伯俊道           | 皆川智之 |
| 第7回  | 1992年8月14日 | 女医への反乱 | 佐伯俊道、奈良一弘 | 鈴木一平 |
| 第8回  | 1992年8月21日 | 夜明けの求婚 | 佐伯俊道           | 鈴木一平 |
| 第9回  | 1992年8月28日 | 孤独な退院   | 野依美幸           | 寺島智和 |
| 第10回 | 1992年9月4日  | 孤独な退院   | 佐伯俊道、野依美幸 | 寺島智和 |
| 第11回 | 1992年9月11日 | 怒りの告白   | 佐伯俊道           | 鈴木一平 |
| 第12回 | 1992年9月18日 | 涙の記念写真 | 佐伯俊道、奈良一弘 | 寺島智和 |
| 最終回 | 1992年9月25日 | 天使の旅立ち | 佐伯俊道、奈良一弘 | 寺島智和 |